# Michel Fugain
Michel Fugain (12 de maio de 1942) é um cantor, compositor e ator francês. 

## Carreira
Depois de abandonar o curso de Medicina, se tornou segundo assistente de Yves Robert.
Em 1964, começou a escrever suas canções. Depois de pouco tempo, essas foram interpretadas por Hugues Aufray (1966), Hervé Vilard, Dalida, Marie Laforêt etc.
Seu primeiro álbum sai em 1967 (Je n'aurai pas le temps, Les fleurs de mandarine) e em 1970 a comédia musical Un enfant dans la ville.
Em 1972, nasce o « Big Bazar », um grupo de 11 músicos e 15 outros componentes (em turnê chegavam a 35). Algumas músicas deste período: Fais comme l'oiseau (uma daptação da música brasileira Você Abusou), Une belle histoire, La fête etc. 
Em 1976, Michel Fugain deixa o Big Bazar, extinto alguns anos depois.
Em 1977, nasce a «Compagnie Michel Fugain» com, entre outros, Roland Magdane.
Em 1979, cria um ateliê de comédia musical (centro de formação para jovens artistas) em Nice.
Retorna em 1986 com a canção Viva la vida.
O falecimento de sua filha Laurette em 2002 marca profundamente sua trajetória, interrompendo, temporariamente, sua carreira.
Depois da criação de uma comédia musical ( Attention mesdames et messieurs em 2005), que ele considera como um erro, reavalia sua carreira e a direciona, especialmente, para a M6 (canal francês), do qual também saiu.
Em 2007, sai Bravo et Merci, último de seus álbuns, quando dedica composições para Charles Aznavour, Maxime Le Forestier, retomando antigos textos de Claude Nougaro. Nessa época, ainda apadrinha o Festival d'Auris em Oisans com direção artística de Freddy Zucchet.